# Estadio Padre Ernesto Martearena
 (mars 2025).
L'Estadio Padre Ernesto Martearena est un stade multifonction à Salta, en Argentine.
Il est actuellement le stade hôte du club de football argentin Centro Juventud Antoniana, jouant en 3e division argentine. Il est également le stade d'un club local de football, le club de Central Norte, jouant en 4e division argentine.
Bien qu'il soit utilisé pour le football, l'équipe d'Argentine de Rugby a joué à plusieurs reprises dans ce stade, notamment face à l'Afrique du Sud, l'Italie ou à l'Angleterre.

## Histoire
Le stade, construit pour la Coupe du monde de football des moins de 20 ans 2001, a une capacité de 20 408 places.
En 2011, il a accueilli des matchs de la Copa América 2011.